# Drosophila mapiriensis
Drosophila mapiriensis este o specie de muște din genul Drosophila, familia Drosophilidae, descrisă de Vilela și Bachli în anul 1990.
Este endemică în Bolivia. Conform Catalogue of Life specia Drosophila mapiriensis nu are subspecii cunoscute.